# ليلى الشاوني
ليلى الشاوني (مواليد سنة 1953، فاس) هي باحثة وناشرة مغربية، مُؤسِّسة ومدِيرة دار النشر الفنيك.
عام 1989، أصبحت عضوًا في المنظمة المغربية لحقوق الإنسان.